# Ben (película)
Ben es una película de terror y drama estadounidense de 1972, dirigida por Phil Karlson y secuela de la película Willard, del año anterior. Se estrenó el 23 de junio de 1972.

## Sinopsis
Un detective del departamento de policía investiga la extraña muerte de un hombre llamado Willard (personaje principal de la película Willard de 1971), y en el curso de su investigación descubre que Willard fue asesinado por una horda de ratas asesinas.
Las ratas son comandadas por Ben, una rata sumamente inteligente y con un gran entrenamiento, Ben se hace amigo de un niño solitario llamado Danny (Lee Montgomery), Danny entabla una entrañable amistad con la rata.

## Tema de la película
La película es recordada por la canción principal «Ben», interpretada por Michael Jackson en su juventud, fue tan exitosa y que recibió una nominación de los Premios Óscar de 1973 a la mejor canción original. El tema de la canción es suave y fue uno de los primeros éxitos de Michael Jackson en solitario, resultando curioso que un tema tan tranquilo sea el tema principal de una película de terror.

## Premios y nominaciones
| Premio         | Categoría                    | Nominados                 | Resultado |
| -------------- | ---------------------------- | ------------------------- | --------- |
| Academy Awards | Mejor canción original «Ben» | Walter Scharf • Don Black | Nominada  |
| Golden Globes  | Mejor canción original «Ben» | Walter Scharf • Don Black | Ganadora  |